# Hari (rzeka)
Hari (Batang Hari, Batanghari) – rzeka w Indonezji, najdłuższa rzeka Sumatry; długość 980 km.
Źródła w górach Barisan, płynie w kierunku wschodnim i uchodzi estuarium do Morza Południowochińskiego.
Główne miasto: Jambi, z portem dostępnym dla statków morskich.